# Compagnia di San Bartolomeo dei Pizzicagnoli

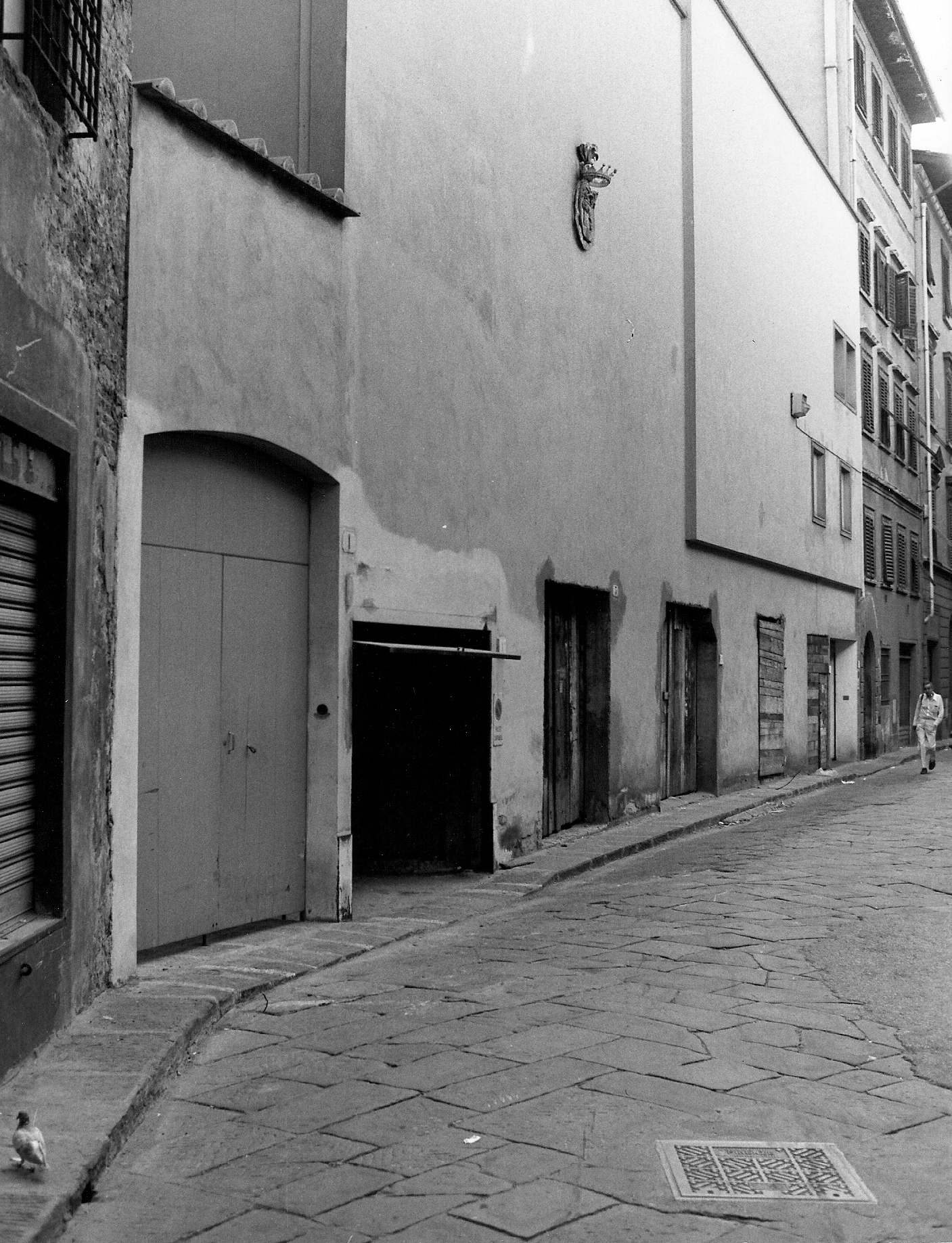
Il luogo dove esisteva l'oratorio di San Bartolomeo dei Pizzicagnoli

La Compagnia di San Bartolomeo dei Pizzicagnoli era un'antica confraternita di Firenze.

## Storia
La confraternita nacque ufficialmente il 25 maggio 1509 dall'iniziativa di ventisette "devoti pizzicagnoli", ovvero venditori al dettaglio di salumi, formaggi e altri generi alimentari, ma anche di oggetti d'uso come bicchieri, boccali, corde e corregge per i quadrupedi, frecce e verrettoni per archi e balestre. La corporazione di riferimento infatti, l'Arte degli Oliandoli e Pizzicagnoli, accettava anche i bicchierai e i funaioli. 
La Compagnia aveva il duplice scopo di radunare chi esercitava un medesimo mestiere con regolamenti di ordine pratico e, dall'altra parte, di coordinare le vita spirituale dei partecipanti, offrendo con l'occasione anche assistenza in caso di malattia, anzianità o altre necessità del vivere. La scelta del protettore, san Bartolomeo Apostolo, era probabilmente legata al suo martirio per scuoiatura, i cui coltelli comparivano incrociati nello stemma della confraternita, e alludevano anche al principale strumento di lavoro dei pizzicagnoli. 
La sede era in via dell'Alloro dove esisteva l'oratorio di San Bartolomeo. Nel 1977, sul repertorio Bargellini Guarnieri, si ricorda ancora come al n. 3 esistesse un portale con un busto del santo e uno stemma della Compagnia coi coltelli incrociati. I locali, che nel frattempo avevano ospitato un cinema fin dal 1932, vennero poi completamente riedificati nel 1982 quando fu realizzato il grande cinema Astra (oggi centro congressi Auditorium al Duomo): in quell'occasione si persero tutte le tracce dell'antica struttura, sostituite da un altro stemma su via dell'Alloro, composto da un albero con un orso levato. 
Le riunioni ("tornate") si tenevano la seconda e l'ultima domenica del mese, oltre alle domeniche di Quaresima, le festività della Madonna (Purificazione, Annunciazione, Assunzione, Natività e Concezione), degli Apostoli, con festeggiamenti solenni il 24 agosto, ricorrenza del patrono. Altre ricorrenze si aggiunsero nei secoli. Per la festa di san Bartolomeo la Compagnia visitava l'altare dell'Arte dei Pizzicagnoli e Oliandoli in Orsanmichele, dove c'era una pala del santo dipinta da Lorenzo di Credi, e la chiesa di San Bartolomeo in via dei Calzaiuoli, dove era conservata una reliquia dell'apostolo che veniva appositamente mostrata; inoltre in piazza Santa Croce si facevano delle messinscena con macchine teatrali che, secondo il Richa, rendevano le celebrazioni tra le più importanti della città. Si concludevano poi le celebrazioni nell'oratorio di via dell'Alloro. 
Come la maggior parte delle altre confraternite fiorentine, la Compagnia di San Bartolomeo fu soppressa da Pietro Leopoldo il 21 marzo 1785. Fu ripristinata nel 1790, ma tuttavia non dovette essere attiva ancora per molto tempo, essendo ormai innescate le profonde rivoluzioni del XIX secolo.